# See What I Say
See What I Say (frei übersetzt Sehen, was ich sage) ist ein US-amerikanischer Dokumentar-Kurzfilm von Linda Chapman, Pam LeBlanc und Freddi Stevens-Jacobi aus dem Jahr 1981, der für einen Oscar nominiert war.

## Inhalt
Im Film werden hörgeschädigte Frauen während eines Interviews gezeigt. Die Zusammenkünfte erfolgen oft in der Wohnung der jeweiligen Frau. In den meisten gezeigten Wohnungen ist die Beleuchtung ungewöhnlich dunkel. Die Frauen berichten darüber, dass sie in Gesprächen oft die Gebärdensprache bevorzugen beziehungsweise, diese unterstützend einsetzen. Auch die US-amerikanische Liedtexterin, Sängerin, Schauspielerin und Lehrerin Holly Near ist mit unter den Frauen, ebenso ihre Dolmetscherin, die während ihrer Konzerte ihre Texte in Gebärdensprache übersetzt. Es ist ein Anliegen des Films, die Notwendigkeit der Verdolmetschung der amerikanischen Gebärdensprache bei öffentlichen Veranstaltungen hervorzuheben.

## Produktion
Produziert wurde der Film von Michigan Women Filmmakers, vertrieben von der Filmakers Library.
Linda Rogers-Ambury arbeitet auch unter den Aliasnamen: Linda Chapman, Linda A. Rogers-Ambury und Linda Ambury.

## Kritik
Ein Rezensent von Choice schrieb: „Das Schöne sowohl im technischen Bereich als auch an den Inhalten ist, dass zwischen allen, die an der Entstehung des Films beteiligt waren, ein Gefühl der Zusammenarbeit, der Gemeinschaft und des Austauschs herrscht.“
Bei All About artists wurde der Film vom Publikum mit acht von zehn möglichen Sternen bewertet, die Fach-Rezensionen lagen bei sechs von zehn möglichen Sternen.

## Auszeichnung (Auswahl)
Academy Awards 1982: Nominierte für einen Oscar Linda Chapman, Pam LeBlanc und Freddi Stevens-Jacobi in der Kategorie „Bester Dokumentar-Kurzfilm“